# Sargon
Sargon (egentlig Sharrukîn, ca. 2.334 f.Kr.-2.279 f.Kr.) var konge af Akkad og Sumer i oldtidens Mesopotamien i det nuværende Irak.
Sargon er en af de mest karismatiske og bedst huskede herskere i den tidlige historiske periode i Nærorienten. Hans tørst efter erobringer gjorde ham til hersker over de rige bystater i Mesopotamien og nogle af de mange småstater i Syrien. Hans rige Akkade- eller Agadeimperiet strakte sig fra Middelhavet i nordvest til den Persiske Bugt i syd. En senere tradition gør ham også til erobrer af Bahrain og Oman.

## Sargons liv & virke
Tekst mangler, hjælp os med at skrive teksten

## Sargons navn
Navnet Sargon stammer fra Bibelen og det er den form, som bliver anvendt i dag. Hans navn på akkadisk var Sharrum-kin ܫܪܘܟܢ, . Det betyder den sande eller legitime konge. Det kan tolkes, som at han var tronraner.

## Sargons oprindelse
Der er mange historier om Sargons oprindelse; en af dem handler om hans tur ned ad Eufrat-floden i en kurv (som Moses på Nilen). Han blev reddet og blev gartner og til sidst konge af Akkad.
Historikerne er enige om, at han ikke var af fornem slægt. Den sumeriske kongerække benævner hans fader som daddel-bonde. Teorien om at han var tronraner holder sikkert stik.
Han blev i 2.334 f.Kr. konge af Akkad, en by som han er kendt for at have grundlagt. Ved sin tronbestigelse blev han ikke kun grundlægger af et imperium, men også af Akkade-dynasti.

## Sargons erobringer
Sargon forenede Akkad og Sumer og erobrede de mange selvstændige og rige bystater inden for de respektive områder. Han besejrede Uruk og tilfangetog byens konge, Lugalzagesi.
Store dele af de vestlige og sydlige iranske kongedømmer faldt for Sargons mægtige hære.
Hans besiddelse af mægtige byer som Umma, Ur og Lagash gav ham adgang til store ressourcer. Handelen med Indus-civilisationen og Bahrain og Oman (oldtidens Dilmun og Makan) bidrog kraftigt til hans prestige i samtiden og i eftertiden.
I 2.279 f.Kr. døde Sargon på toppen af sin magt. Han blev fulgt af sønnen Rimush.

## Sargon i eftertiden
I eftertiden er Sargon husket som en stor og mægtig hersker. Hans erobringer og imperiet var for evigt et eksempel til efterfølgelse for de mange erobrerkonger i Nærorientens kerne. Det er ikke for ingenting, at han er husket som Sargon den Store.

## Sargons familie
Sargon var gift med Tashlultum
1: Rimush (2.278-2.270 f.Kr.), konge af Akkad
2: Manishtushu (2.269-2.255 f.Kr.), konge af Akkad
3: Enheduanna, ypperstepræstinde af Ur